# 欽庫鄉

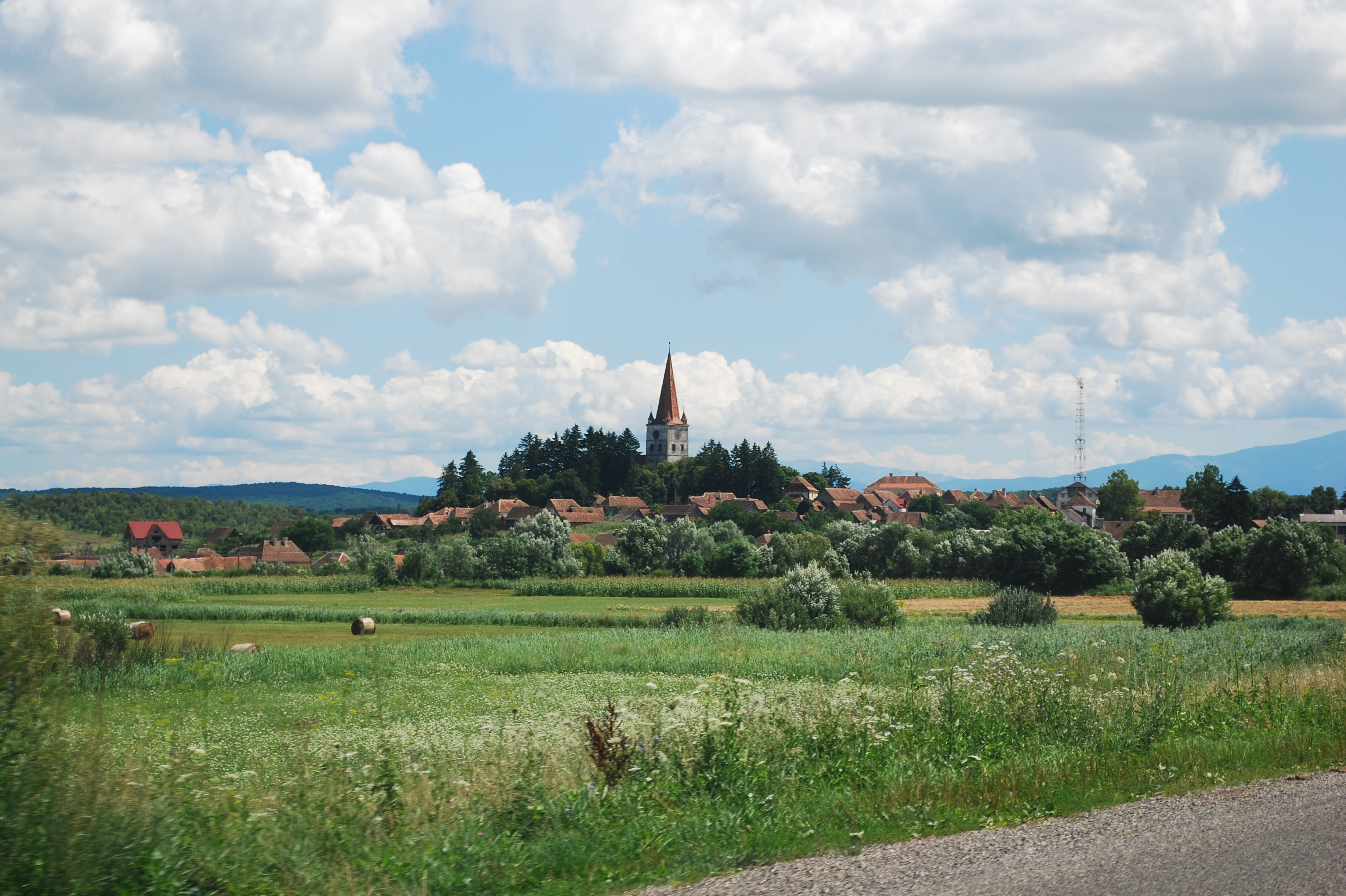

45°55′N 24°48′E / 45.917°N 24.800°E
欽庫鄉（羅馬尼亞語：Comuna Cincu, Brașov），是羅馬尼亞的鄉份，位於該國中部，由布拉索夫縣負責管轄，處於布加勒斯特西北面190公里，每年平均降雨量1,311毫米，海拔高度578米，2007年人口1,829。